# Aït Abbas
Los Aït Abbas o Béni Abbès, en  cabilio: ⴰⵉⵜ ⵄⴰⴱⴰⵙ (Aït Σabbas), son una tribu  cabila (Arch) establecida en la orilla derecha del Oued Sahel-Soummam en Cabilia de los Bibans en el norte de Argelia. Sus jefes, de nobleza guerrera, han sido muy influyentes en toda la región del sur de Bugía.
Desde la fundación de Kalâa de Beni Abbes en el siglo XVI hasta el comienzo de la colonización francesa, los grandes jefes de los Aït Abbas fueron reclutados entre los descendientes del último sultán  hafsí de Bugía, Abou El Abbés Abdelaziz. El último jefe es el jeque Cheikh El Mokrani, uno de los líderes de la  insurrección de 1871.
Desde principios de siglo hasta la  Guerra de la Independencia, los Aït Abbas vieron declinar progresivamente su dominio económico, tecnológico y artesanal sobre Cabilia y las tierras altas de Sétifian.

## Organización
Antes de la conquista de Cabilia, la tribu Aït Abbas constaba de ocho fracciones o ferkas que comprendían más de cincuenta pueblos con un total de 24 000 personas:
- Ait-H'amâdouch
- Ait Aïssa
- Djebaïlia (pueblo de la montaña): una decena de pueblos que hoy forman parte de los municipios de Teniet En Nasr (Ouled Rached, Ouled Alloua, Bouraya, Djedida, Ferracha, Bogtone, Sehmda) e Ighil Ali (Tazla, Ilougène, Moca)
- Tigrin
- Ait-Moussa
- Ait-Djema: incluido el pueblo de Ighil Ali
- Ait-Mohammed-o-Moussa
- Ait-Arzïn

Por decreto de 13 de marzo de 1869, la tribu está delimitada y dividida en cinco douars communes: Tazemalt, Tigrine, Mouqua, Boni, Aït-R'zine.

## Descripciones históricas
Beni-Abbes: La más poderosa de las tribus cabilas se establece en la orilla derecha del Oued-Sahel o río de Bougie (Argelia, dép. de Constantina) en una superficie de aproximadamente 37 000 hectáreas, limitada al este por la llanura de Medjana. El país es muy accidentado y los habitantes han colocado sus cincuenta aldeas en picos aislados o en colinas de difícil acceso. Fueron ellos los que una vez vigilaron el famoso paso de los Bibans, en el camino de Argel a Setif. Se sabe que fue atravesada por los franceses en 1839; en mayo de 1847, tras una expedición de nuestras tropas en el valle del Oued-Sahel, los Beni-Abbes trataron de oponerse, pero vieron siete de sus pueblos en ruinas y se vieron obligados a someterse. Tomaron una parte considerable en el levantamiento de 1871. Los Beni-Abbes tienen fama de ser el pueblo cabila más trabajador; cultivan un pequeño grano, la higuera, cuyos frutos secan, y muchos olivos; pero su principal recurso consiste en la fabricación de jabón, el tejido de burno de rayas grises muy codiciado, la fabricación de armas de fuego, pequeños trabajos de madera tallada, etc. La limpieza de los Beni-Abbes contrasta con la falta de cuidado que suele distinguir a los cabilas. Además de una cincuentena de pueblos, los Beni-Abbes tienen una verdadera ciudad, su capital, la famosa Kalaa, considerada inexpugnable y que exhibe con orgullo los cañones arrebatados a los franceses durante la expedición de Beaufort en 1664. Khaïr-ed-dine, en 1560, para mantenerlos en el respeto, había fundado la ciudad de Zamoura en la frontera oriental de su territorio. La población de los Beni-Abbes fue estimada por Carette, en 1848, en 24 000 individuos; los documentos oficiales publicados en 1879, le dan sólo 12 840 habitantes, sin contar el douar de Tazmalt.

- La grande encyclopédie : inventaire raisonné des sciences, des lettres et des arts, Tome 6, La Grande encyclopédie (Paris), 1885-1902, p.172